# A Father's Choice
A Father's Choice is een Amerikaanse televisiefilm uit 2000, gebaseerd op het waar gebeurde verhaal over twee tienermeisjes uit de grote stad die nadat hun moeder werd vermoord bij hun vader op het platteland moeten gaan leven.

## Verhaal
Jesse, haar twee jonge tienerdochters Kelly en Chris en haar verloofde vormen een welgesteld gezin in Los Angeles. Als ze op een avond thuiskomen worden ze verrast door een indringer die Jesse doodt en de verloofde neerschiet.
Charlie McClain is een cowboy en voormalig rodeoster die in een eenvoudig houten huisje op de ranch van zijn bazin woont. Hij heeft zijn twee dochters sinds de scheiding van Jesse nog maar zelden gezien. Na Jesses dood krijgt hij ze voor een tijdelijke periode van drie maanden toegewezen.
In het begin hebben de twee meisjes het moeilijk zich aan te passen aan de primitieve leefomstandigheden bij hun vader. Kelly stelt zich rebels tegen hem op en Chris, die oog in oog heeft gestaan met de moordenaar van hun moeder, is in zichzelf gekeerd.
Susan Shaw is aangesteld als toezichter op het nieuwe gezin. Zij moet aan de rechtbank rapporteren of Charlie geschikt is als vader en of hij dus de definitieve voogdij krijgt. Gaandeweg trekt ze zich de zaak persoonlijk aan en krijgt ze een nauwe band met Charlie. Intussen proberen twee politierechercheurs ook informatie over de moordenaar uit Chris te krijgen. Ook probeert een rijke tante van de meisjes hen voortijdig bij Charlie weg te halen.
Tegen het einde van de drie maanden begint de relatie tussen Charlie en Kelly te ontdooien en begint Chris te spreken over wat gebeurd is. Charlie geeft van zijn kant een comeback als rodeoster op om bij hen te blijven. Als ze terug in de rechtbank komen willen Kelly en Chris niet meer bij hun vader weg en wil die laatste zijn dochters niet meer kwijt. Die boodschap kunnen ze overbrengen en zo krijgt Charlie definitief het voogdijschap over zijn dochters.

## Rolbezetting
| Acteur                | Personage       | Opmerkingen             |
| --------------------- | --------------- | ----------------------- |
| Peter Strauss         | Charlie McClain | Vader                   |
| Michelle Trachtenberg | Kelly McClain   | Oudste dochter          |
| Yvonne Zima           | Chris McClain   | Jongste dochter         |
| Mary McDonnell        | Susan Shaw      | Toezichter              |
| Susan Hogan           | Gayle Miller    | Tante                   |
| Roger Cross           | Mr. Ross        | Rechercheur             |
| Eddie Velez           | Mr. Cortez      | Rechercheur             |
| Barbara Duncan        | Jesse           | Moeder                  |
| Joe Norman Shaw       | Mr. Kallen      | Jesses nieuwe verloofde |
| Dan Willmott          | Mr. Dewitt      | Sheriff                 |
| Georgie Collins       | Dotty           | Charlies bazin          |